# Jo Yeong-wook
Jo Yeong-wook (조영욱?; 1962) è un compositore sudcoreano di colonne sonore meglio noto per le sue collaborazioni con Park Chan-wook, tra cui Old Boy (2003).

## Filmografia parziale

### Compositore

#### Cinema
- Jo-yonghan gajok, regia di Kim Ji-woon (1998)
- Tell Me Something, regia di Chang Yoon-hyun (1999)
- Joint Security Area, regia di Park Chan-wook (2000)
- Old Boy, regia di Park Chan-wook (2003)
- Geunyeoreul midji maseyo, regia di Bae Hyeong-jun (2004)
- Lady Vendetta (Chinjeolhan geumjassi), regia di Park Chan-wook (2005)
- A Dirty Carnival (Bi-yeolhan geori), regia di Yoo Ha (2006)
- I'm a Cyborg, But That's OK (Cyborgjiman gwaenchanh-a), regia di Park Chan-wook (2006)
- Yong-uijudo miss Shin, regia di Park Yong-jip (2007)
- Thirst, regia di Park Chan-wook (2009)
- The Unjust (Budanggeorae), regia di Ryoo Seung-wan (2010)
- The Berlin File (Bereullin), regia di Ryoo Seung-wan (2013)
- Daeho, regia di Park Hoon-Jung (2015)
- Mademoiselle (Agassi), regia di Park Chan-wook (2016)
- A Taxi Driver (Taeksi unjeonsa), regia di Jang Hoon (2017)
- Gongjak, regia di Yoon Jong-bin (2018)
- The Gangster, the Cop, the Devil (Akinjeon), regia di Lee Won-tae (2019)
- The Clone - Chiave per l'immortalità (Seobok), regia di Lee Yong-ju (2021)
- Xuányá zhī shàng, regia di Zhang Yimou (2021)
- Decision to Leave (He-eojil gyeolsim), regia di Park Chan-wook (2022)
- No Other Choice (어쩔 수가 없다?, Eojjeol suga eopdaLR), regia di Park Chan-wook (2025)

#### Televisione
- La tamburina (The Little Drummer Girl), regia di Park Chan-wook – miniserie TV, 6 puntate (2018)
- Il simpatizzante (The Sympathizer), regia di Park Chan-wook, Fernando Meirelles e Marc Munden – miniserie TV, 7 puntate (2024)

### Produttore
- Lady Vendetta (Chinjeolhan geumjassi), regia di Park Chan-wook (2005)